# Selección de voleibol de Estonia
La selección masculina de voleibol de Estonia  es el equipo masculino de voleibol representativo de Estonia en las competiciones internacionales organizadas por la Confederación Europea de Voleibol (CEV), la Federación Internacional de Voleibol (FIVB) o el Comité Olímpico Internacional (COI). La organización de la selección está a cargo de la Federación de Voleibol Estonia (Eesti Võrkpalli Liit, en estonio). 

## Historia
La selección estonia fue una de las cuatro sedes propuestas para el EuroVolley 2021 con la ciudad de Tampere como sede del Grupo C. El pabellón Tampere Ice Stadium, con capacidad para 7300 personas, fue uno de los estadios en los que se jugó la XXXII edición de este campeonato.

## Competiciónes
| \| - 1990: No clasificada - 1991: No clasificada - 1992: No clasificada - 1993: No clasificada - 1994: No clasificada - 1995: No clasificada - 1996: No clasificada \| - 1997: No clasificada - 1998: No clasificada - 1999: No clasificada - 2000: No clasificada - 2001: No clasificada - 2002: No clasificada - 2003: No clasificada \| - 2004: No clasificada - 2005: No clasificada - 2006: No clasificada - 2007: No clasificada - 2008: No clasificada - 2009: No clasificada - 2010: No clasificada \| - 2011: No clasificada - 2012: No clasificada - 2013: No clasificada - 2014: No clasificada - 2015: No clasificada - 2016: 25° \| | | | |
| - 1990: No clasificada - 1991: No clasificada - 1992: No clasificada - 1993: No clasificada - 1994: No clasificada - 1995: No clasificada - 1996: No clasificada | - 1997: No clasificada - 1998: No clasificada - 1999: No clasificada - 2000: No clasificada - 2001: No clasificada - 2002: No clasificada - 2003: No clasificada | - 2004: No clasificada - 2005: No clasificada - 2006: No clasificada - 2007: No clasificada - 2008: No clasificada - 2009: No clasificada - 2010: No clasificada | - 2011: No clasificada - 2012: No clasificada - 2013: No clasificada - 2014: No clasificada - 2015: No clasificada - 2016: 25° |

| \| - 1948: No clasificada - 1950: No clasificada - 1951: No clasificada - 1955: No clasificada - 1958: No clasificada - 1963: No clasificada - 1967: No clasificada - 1971: No clasificada \| - 1975: No clasificada - 1977: No clasificada - 1979: No clasificada - 1981: No clasificada - 1983: No clasificada - 1985: No clasificada - 1987: No clasificada - 1989: No clasificada \| - 1991: No clasificada - 1993: No clasificada - 1995: No clasificada - 1997: No clasificada - 1999: No clasificada - 2001: No clasificada - 2003: No clasificada - / 2005: No clasificada \| - 2007: No clasificada - 2009: 14° - / 2011: 12° - / 2013: No clasificada - / 2015: 11° - 2017: 13° - / 2019: 24° - / 2021: Por disputar \| | | | |
| - 1948: No clasificada - 1950: No clasificada - 1951: No clasificada - 1955: No clasificada - 1958: No clasificada - 1963: No clasificada - 1967: No clasificada - 1971: No clasificada | - 1975: No clasificada - 1977: No clasificada - 1979: No clasificada - 1981: No clasificada - 1983: No clasificada - 1985: No clasificada - 1987: No clasificada - 1989: No clasificada | - 1991: No clasificada - 1993: No clasificada - 1995: No clasificada - 1997: No clasificada - 1999: No clasificada - 2001: No clasificada - 2003: No clasificada - / 2005: No clasificada | - 2007: No clasificada - 2009: 14° - / 2011: 12° - / 2013: No clasificada - / 2015: 11° - 2017: 13° - / 2019: 24° - / 2021: Por disputar |

### Otras competiciones
| Liga Europea |
| --- |
| - 2004: No participa - 2005: 8° - 2006: 8º - 2007: No participa - 2008: No participa - 2009: No participa - 2010: No participa - 2011: No participa - 2012: No participa - 2013: No participa - 2014: No participa - 2015: 4º - 2016: Campeón - 2017: No participa - 2018: Campeón - 2019: 4º - 2020: Cancelada por el COVID-19 - 2021: Por disputar |